# Yunus Emre
Ne doit pas être confondu avec Institut Yunus Emre.
Yunus Emre (prononciation: Èmré) (1240 ? – 1321 ?) est un poète et soufi d'expression turque qui vécut à l'époque seldjoukide et au début de l'Empire ottoman. Il est considéré comme un intellectuel et un mystique important, dont la pensée et le mode de vie ont enrichi la culture turque. C'est aussi un représentant de ce qu'on a appelé le « mysticisme populaire turc ».

## Éléments de biographie

### Contexte politique
Yunus Emre a vécu à une période troublée, marquée par d'une part par la domination des Seljoukides sur l'Anatolie (depuis 1071), qui avaient fait de Konya la capitale de leur nouvel État. Mais ces mêmes Seljoukides se heurtèrent bientôt aux envahisseurs mongols, qui remportèrent une victoire décisive en 1243 suivie de la scission des possessions seljoukides en principautés dépendantes des nouveaux maîtres. Cette situation nouvelle toucha particulièrement la classe paysanne, soumise dès lors à une double imposition fiscale.
La vie de Yunus Emre se déroule dans ce contexte difficile, marqué par les troubles intérieurs, le délitement de Byzance, les défaites des croisés  et la montée d'un nouveau pouvoir, celui des Ottomans (d'origine seljoukide). Ce seront autant d'éléments qui formeront la toile de fond de sa vie intérieure.

### La légende
Selon la légende,, Yunus était un pauvre ouvrier. Il alla trouver le maître Hajji Bektach, un saint auquel il proposa des fruits en échange du blé. Le saint le logea quelques jours, et quand Yunus voulut partir, il lui demanda à trois reprises s’il voulait du blé ou sa bénédiction : le blé, répondit Yunus. Il en reçut, mais en chemin, il réalisa que ce choix était un péché, et retourna chez le saint qui l’envoya alors auprès d’un derviche du nom de Tapdouq Emre. 
Celui-ci l’engagea comme bûcheron, le chargeant d’amener le bois pour chauffer le tekke, tâche que Yunus accomplit durant quarante ans. Arriva alors un chanteur populaire dans une réunion de derviches. Mais il ne put chanter : il avait perdu la voix. Tapdouq ordonna à Emre de chanter à sa place, et à partir de là Yunus tint des discours et chanta des chants populaires.

### Vie
En fait, on sait très peu de choses sur la vie de Yunus Emre. Une partie de nos informations vient des textes de Yunus Emre, mais il est très difficile de déterminer lesquels sont vraiment de sa plume. Il est originaire de l'Anatolie centrale, et il pourrait être né sur le site de l'antique Gordium, dans la région d'Ankara. Différentes sources mentionnent qu'il a vécu à Sanköy dans la vallée de Sakarya, pas très loin de Sivrihisar, ou à Karaman, dans les environs de Konya,. Il semble qu'il a grandi dans les cercles soufis turcs qui se sont développés après 1071, date de la conquête seljoukide de l'Anatolie centrale et orientale. Yunus dit avoir été le disciple d'un soufi du nom de Tapduq Emre, et ce pendant quarante ans, un nombre symbolique exprimant la persévérance. Le nom de Emre était sans doute porté par un groupe de mystiques anatoliens, affiliés probablement à un maître spirituel. 
Yunus a voyagé en Anatolie, et il se pourrait qu'il ait accompli le pèlerinage à la Mecque en passant par la Syrie, mais il n'y a pas de certitude. Après la mort de son maître, les disciples de celui-ci reconnurent en Yunus son successeur.

#### Formation

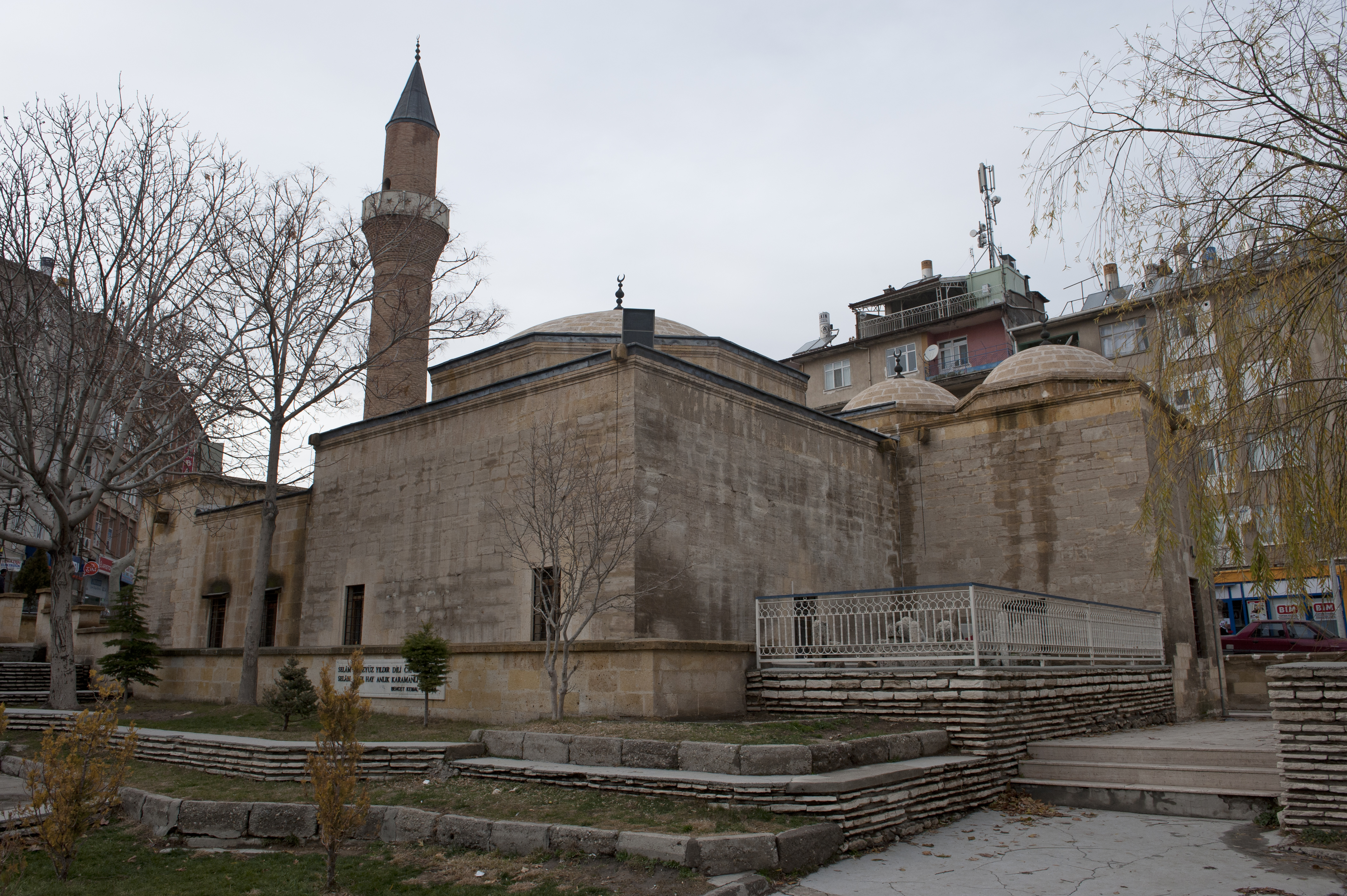
Mosquée Yunus Emre à Karaman, 1349. À côté de la salle de prière de la mosquée se trouve un türbe (mausolée) qui serait le lieu de sépulture de Yunus Emre.

Selon les sources que nous avons, Yunus Emre était « illettré » (turc : ümmi). Mais ce mot signifie en fait qu'il n'avait pas étudié à l'école des sciences coraniques, recevant en fait l'enseignement mystique par la voie de l'inspiration. Il écrit d'ailleurs que « Yunus lit dans le livre du cœur, il n'a pas pris la plume en mains ». Il connaissait les légendes des saints et des prophètes, la vieille mythologie de l'Iran (qu'il avait sans doute connues par le Shâh-Nâmè de Ferdowsi. Par ailleurs, on ne peut que reconnaître l'influence de Rûmi (m. 1273) sur la formation de son esprit (on dit même qu'il l'aurait rencontré vers la fin de la vie de celui-ci).

### Mort
Il serait mort en 1321 à l'âge de soixante-douze ans ou de quatre-vingt deux ans. Plusieurs localités affirment abriter son tombeau (parmi lesquels Sanköy et Karaman), ce qui « témoigne du grand amour que lui portent [les Turcs] ».

## Œuvre

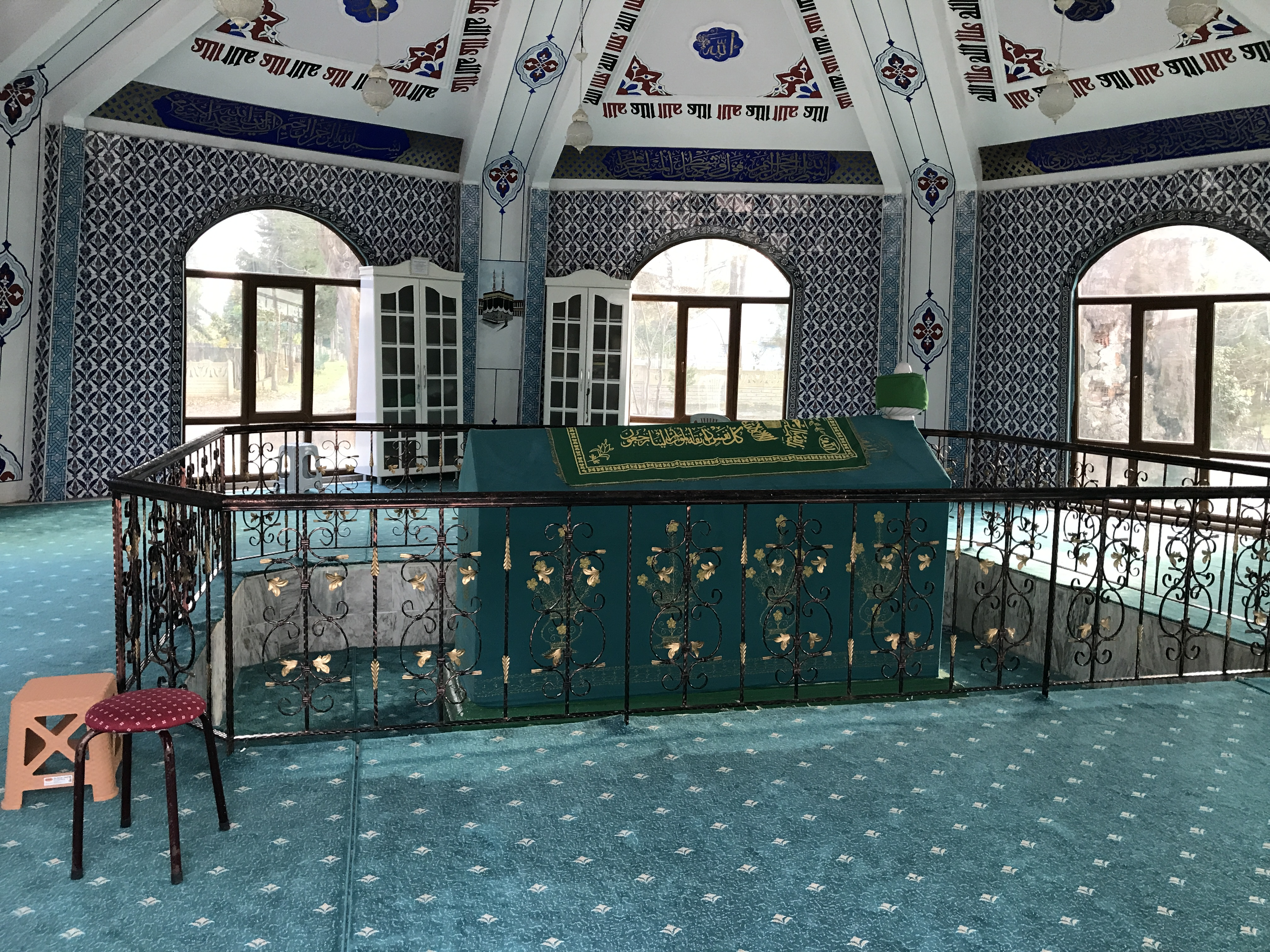
Intérieur du türbe de Ünye qui abriterait la tombe de Yunus Emre.

On prête de nombreux poèmes à Yunus Emre. Les premiers recueils de ses compositions datent du XVe siècle,  mais il est très difficile de savoir quels textes sont vraiment de sa plume. Dans ses différentes éditions du Diwan de Emre, le savant turc Abdülbaki Gölpinarli (en) se montre de plus en plus réservé sur l'authenticité des poèmes de Yunus, et il semble donc difficile d'établir une édition définitive avec un texte parfaitement authentique,. Comme pour d'autres poètes populaires turcs, des poèmes ultérieurs ont été ajoutés aux compositions de Yunus, et ces ajouts reflètent la tradition des poèmes chantés dans les tekke, faisant ainsi courir le risque de masquer et gauchir la production réelle du poète.  
Les poèmes retenus dans l'édition de 1943 de A. Gölpinarli révèlent la personnalité et la sensibilité de Yunus Emre. 

### Style
Les textes de Emre abordent des thèmes profonds, mais ils sont exprimés dans une langue quotidienne simple. Emre, à l'instar de Rumi, utilise la forme du quatrain avec des rimes en aaaa ou bbba, présente dans les chansons populaires turques. Il reprend aussi les mètres classiques de la poésie persane (qui recourent à la quantité syllabique, à savoir la durée — longue ou brève — de la syllabe) , mais ses plus beaux poèmes reprennent les mètres de la poésie populaire turque, dans lesquels il s'agit avant tout de respecter le nombre de syllabes (par exemple 8+7 syllabes ou 8+8 ou encore 6+6),. Selon G. Dino, sans doute voulait-il ainsi montrer que la poésie populaire turque, avec ses rythmes et son harmonie) était capable de rivaliser avec les sonorités du rythme quantitatif.  Mais cela tient aussi au génie propre à la longue turque, dont les racines brèves et la vocalisation permettent de jouer de belle manière avec les sons et avec les mots.
On voit donc ici aussi, que Yunus (et les autres poètes populaires turcs qui lui ont succédé) n'étaient en rien des illettrés, et qu'ils avaient conscience de la valeur de leur œuvre. Ainsi Emre écrit-t-il: « Yunus, que cette parole tienne [à toi] / Soit épopée pour tous les mondes! » Il a su faire de sa langue maternelle, le turc, un moyen pour exprimer son expérience mystique; il a composé un grand nombre de poèmes à la fois profonds, simples et faciles à mémoriser, et que les enfants apprenaient encore à la fin du XXe siècle,.

## Pensée
Ses poèmes montrent un grand amour envers Dieu, Mahomet et son gendre Ali. Ses écrits donnent un sens profond à la relation Créateur-création, suivant la doctrine de l'unicité de l'Être (wahdat al-wujud). Il est également représentatif d'un courant spirituel.

## Quelques poèmes
Deux quatrains avec le texte original, traduits par Kudsi Erguner:

« Je viens du pays de l'éternité / Milk-i bekâdan gelmisem
Qu'ai-je à faire de cet univers éphémère? / Fâni cihâni neylerem
Puisque j'ai contemplé le visage du Bien-Aimé / Ben dost cemâlin görmüsem
Qu'ai-je à faire des compagnons du paradis? / Hûri cinâni neylerem »

« Venez, ô amoureux, venez / Gelin ey asiklar gelin
En cette maison parée, au loin / Bu menzîl uzaga benzer
J'ai jeté un regard à ce monde / Nazar kildim su dunyaya
Il ressemble à un piège / Kurulmus tuzaga benzer »

Poème tiré de La montagne d'en face:

« Nul ne connaît ce que nous sommes / Ni à quoi nous nous affairons
Nous n'avons pas de passions / Ni aucun souci de nous-mêmes
Devant la fortune d'un autre / En nous nul rire, en nous nul blâme
Les doctes nous ne renions / Nous ne sommes pas des Chrétiens
De tout cela que savons-nous / et du monde à quoi tenons-nous?
Vers nous ne vont pas nos désirs / Mais nous méditons sur le monde
Yunus dit ceci: "Ô mon Maître, / Bien différent est mon seigneur
Abandonnons l'or et l'argent / Le cuivre et le bronze du monde" »

## Autour de Yunus Emre
Le compositeur turc Ahmet Adnan Saygun a composé en 1946 un oratorio intitulé Yunus Emre oratoryosu (« Oratorio Yunus Emre (en) »), dont le livret  reprend un certain nombre de poèmes de Emre. La composition musicale mêle également mélodies traditionnelles des derviches et composition contemporaine pour donner une grande œuvre d'art. Pour A. Schimmel, un moment particulièrement fort de l'oratorio est celui où le chœur répète en basso ostinato le refrain d'un poème Yunus Emre: askin ver, sevkin ver (donne Ton amour, donne le désir de Toi), le compositeur faisant de l'expression de l'amour éternel, du désir infini, le thème central de son œuvre.